# Skovlilje
 Skovlilje  (Cephalanthera) er en slægt inden for gøgeurt-familien. 
Her nævnes kun de arter, der er vildtvoksende i Danmark.

## Beskrivelse
Arter af skovlilje har kort, krybende jordstængel . Bladene er lancetformede til elliptiske . Planterne blomstrer i aks, bestående af store, oprette blomster, der dog ofte forbliver næsten lukkede og ofte er uden duft  . Blomsten mangler spore, og dens læbe er delt i 2 afsnit . 

## Arter i Danmark
- Hvidgul skovlilje (Cephalanthera damasonium)
- Sværd-skovlilje (Cephalanthera longifolia)
- Rød skovlilje (Cephalanthera rubra)

Alle arter er meget sjældne i Danmark . De er alle fredede og må hverken graves op eller beskadiges. 